# Avenue des Jacinthes (Schaerbeek)
Pour les articles homonymes, voir Rue des Jacinthes.
L'avenue des Jacinthes (en néerlandais : Hyacintenlaan) est une avenue bruxelloise de la commune de Schaerbeek qui va du boulevard Lambermont à l'avenue Gustave Latinis en passant par la rue des Mimosas. Elle fait partie du quartier des fleurs.
La jacinthe est une plante bulbeuse de la famille des liliacées aux grappes de fleurs parfumées, dont une espèce d'Asie Mineure est cultivée pour l'ornement (genre Scilla) et une autre, commune en Europe, est appelée jacinthe des bois (genre Endymion).